# Liste der Biografien/Borw
Liste der Biografien |
Portal Biografien |
Personensuche
# |
A |
B |
C |
D |
E |
F |
G |
H |
I |
J |
K |
L |
M |
N |
O |
P |
Q |
R |
S |
T |
U |
V |
W |
X |
Y |
Z |
?
 
Ba |
Be |
Bd |
Bg |
Bh |
Bi |
Bj |
Bl |
Bm |
Bn |
Bo |
Br |
Bs |
Bu |
Bw |
By |
Bz
 
Boa–Boc |
Bod |
Boe |
Bof |
Bog |
Boh |
Boi–Bok |
Bol |
Bom |
Bon |
Boo |
Bop |
Boq |
Bor |
Bos |
Bot |
Bou |
Bov–Boz
 
Bora |
Borb |
Borc |
Bord |
Bore |
Borg |
Borh |
Bori |
Borj |
Bork |
Borl |
Borm |
Born |
Boro |
Borq |
Borr |
Bors |
Bort |
Boru |
Borv |
Borw |
Bory |
Borz
Die Liste der Biografien führt alle Personen auf, die in der deutschsprachigen Wikipedia einen Artikel haben. Dieses ist eine Teilliste mit 14 Einträgen von Personen, deren Namen mit den Buchstaben „Borw“ beginnt.

## Borw

### Borwa
- Borwah, Anthony Fallah (* 1966), liberianischer Bischof

### Borwe
- Borwein, David (1924–2021), kanadischer Mathematiker
- Borwein, Jonathan (1951–2016), kanadischer Mathematiker
- Borwein, Peter (1953–2020), kanadischer Mathematiker
- Borwell, Alan (* 1937), englischer Schachfunktionär, Präsident des Weltfernschachbundes ICCF
- Borwell, Sarah (* 1979), britische Tennisspielerin

### Borwi
- Borwick, James, 5. Baron Borwick (* 1955), britischer Unternehmer, Elektroautopionier und Politiker
- Borwick, Malcolm, britischer Polospieler
- Borwick, Nancy (1935–2013), australische Weitspringerin
- Borwick, Neil (* 1967), australischer Tennisspieler
- Borwicz, Michał Maksymilian (1911–1987), polnisch-französischer Holocaustforscher
- Borwitz, Emanuel Joseph Sigismund von (1773–1842), preußischer Generalmajor
- Borwitzky, Ottomar (1890–1974), deutscher Musiker
- Borwitzky, Ottomar (1930–2021), deutscher Cellist und Musikpädagoge